# Ramón Puig de Ramón
Ramón Puig de Ramón (Tortosa, 1867 - Barcelona, febrer de 1942) fou un jurista i militar català, que exercí de jutge a l'Exèrcit espanyol com, per exemple, en el judici sumari contra el president Lluís Companys.

## Biografia
Nascut l'any 1867 a Tortosa, ingressà a l'Acadèmia de Cavalleria de Valladolid. Fins a l'agost de 1924 fou tinent coronel del regiment de Santiago, data en què fou ascendit a coronel. El març de 1929 passà a la reserva per tenir l'edat reglamentària. L'any 1935 fou promogut a general de brigada honorari per haver col·laborat decididament en la repressió dels Fets del 6 d'Octubre.
Al llarg de la seva trajectòria com a instructor, acumulà un llarg historial de consells de guerra, ja estrenant-se l'agost de 1904, com a capità, en un cas de presumpte robatori frustrat contra el cap del regiment de caçadors de Treviño i un paisà. Poc després del cop d'Estat franquista del 26 de juliol de 1936, ja aparegué com un dels caps de l'Auditoria de Guerra.
L'any 1940 formà part del judici sumaríssim contra el president de la Generalitat de Catalunya Lluís Companys, en qualitat de jutge instructor. El 7 d'octubre de 1940, després d'analitzar els interrogatoris, informes i declaracions dels testimonis, dictà l'acte de processament contra Companys. L'escrit contingué afirmacions, com ara: «En totes les elocucions [exposava] la seva idea i intenció completament oposada als fins que perseguia el Moviment Salvador d'Espanya […] Una vegada que fuig a l'estranger, continua fent propaganda des de tots els organismes creats a tal efecte creats durant la seva gestió com a President de la Generalitat, excitant novament a una indisciplina i subversió en contra l'Espanya Nacional». Set dies després d'aquest escrit, se celebra el consell de guerra, en el que fou condemnat a mort i afusellat la matinada següent.
Morí a Barcelona al febrer de 1942, un any i quatre mesos després de l'afusellament del president Companys.